# Baka (Dunajská Streda)
Baka es un municipio del distrito de Dunajská Streda en la región de Trnava, Eslovaquia, con una población estimada a final del año 2024 de 1130 habitantes.
Se encuentra ubicado al sur de la región, cerca de los ríos Danubio y Váh, y de la frontera con Hungría y la región de Bratislava.

## Demografía
| Año        | 1994 | 2004    | 2014    | 2024    |
| ---------- | ---- | ------- | ------- | ------- |
| Población  | 1118 | 1120    | 1105    | 1130    |
| Diferencia |      | +0,17 % | −1,33 % | +2,26 % |

| Año        | 2023 | 2024    |
| ---------- | ---- | ------- |
| Población  | 1136 | 1130    |
| Diferencia |      | −0,52 % |